# 警察預備隊
警察預備隊（日语：警察予備隊）是日本在盟軍佔領時期的陸上武裝部隊，後改編為陸上自衛隊前身部隊「保安隊」。警察預備隊同時具有軍事組織和警務機構的色彩，其存在時期的法律定位為警察，負有維持日本國內治安的任務，並採用警銜作為隊員階級名稱，但在部隊編制及裝備上仿效美軍。警察預備隊在1950年8月10日根據盟軍最高司令部發布的「波茲坦命令」中之「警察預備隊令」（1950年「昭和25年政令第260號」）建立，存續至1952年10月15日保安隊改組為止。

## 歷史

### 創設背景
1945年8月15日，日本接受《波茲坦宣言》無條件投降。同盟國佔領日本當局——盟軍最高司令部於10月15日撤銷日軍陸軍參謀本部和海軍軍令部，又於11月30日發布敕令第680號，撤銷了日本內閣的陸軍省和海軍省。12月1日，美軍命令日本政府將原陸海軍兩省改為第一和第二復員省，負責進行對原日軍官兵的復員工作。日本本土防務將由以美軍為核心的佔領軍承擔，並以美國本身的戰略意圖對日本進行改造，包括非軍事化、逮捕戰犯進行審判、制定《和平憲法》規範「放棄以國權發動的戰爭、武力威脅或武力行使作為解決國際爭端的手段」等，從而自形式上、經濟上和政治上消除日本的戰爭潛力。
然而美國的對日方針隨著國際局勢的發展有所變動，美蘇兩國圍繞歐洲的對立逐漸升級，亞洲原想扶持的中華民國國民政府也在國共內戰走向衰亡，使美國決定改為扶持日本，成為其遠東地區的主要盟友。1948年1月6日，美國陸軍部長肯尼斯·克萊伯恩·羅亞爾在舊金山發表演說，提出修改對日政策，使後者成為「遠東地區阻擋共產主義洪流的堤防」。1947年的美軍已經從戰時的1200萬人下降到160萬人，如此大量復員的背景下，加強盟友的力量成了最務實的選擇。駐日盟軍總司令道格拉斯·麥克阿瑟也跟著對非軍事化和民主化的改革大幅修改。美國陸軍則在「羅亞爾演說」後開始研究重新武裝日本的計畫，美國國家安全委員會於1948年10月7日通過美國國務院以「NSCB/2號文件」為方針制定的日本警察強化武裝方針，後又於11月22日以指令方式下達到盟軍最高司令部，其內容便是創設具有機動力的「警察預備軍」（Police Reserve Forces）。
1949年後，又發生了中華人民共和國成立和蘇聯成功試爆了原子彈等重大事件，更使美國認識到自身的不足和日本的重要性，但美國依舊是以歐洲為戰略中心，除了麥克阿瑟外，沒人認為應該在日本長期投入大量美軍，美軍終究要結束佔領，而恢復日本的自我防衛能力成了美國統治集團的共識。1949年1月的眾議院選舉，日本共產黨取得了35席，使美軍認為日本存在赤化危險，因此不再支持國務院的「警察預備軍」方案，而是打算讓日本成立真正的一支軍隊進行自衛，但麥克阿瑟一直從「和平憲法」的立場出發，明確表示反對創建軍隊。直到1950年1月元旦的新年賀詞中，麥克阿瑟才表示「和平憲法」並不否定自衛權，為重新武裝日本給予了輿論和法律依據。
1950年6月25日，朝鮮戰爭爆發，美軍決定全面介入，駐九州的第8軍團第24步兵師首先赴朝作戰。時至7月上旬，第8軍團下轄的第25步兵師、第7步兵師和第1騎兵師都已派往韓國，而美國還在日本留有25萬的軍屬和後勤人員，日本當前的防衛和治安維持出現巨大隱患，因此恢復日本的武裝已刻不容緩。7月8日，麥克阿瑟向日本首相吉田茂遞交一份公函（通稱「麥克阿瑟書信」，在盟軍司令部正式紀錄中稱「Increase in Japanese Security Agencies」），要求日本組建一支編制4個師團、共75,000人的警察預備隊（National Police Reserve）。8月10日，日本政府以「波茲坦命令」的形式發布「警察預備隊令」（昭和25年政令第260號），正式開始了日本的重新武裝。

### 招募

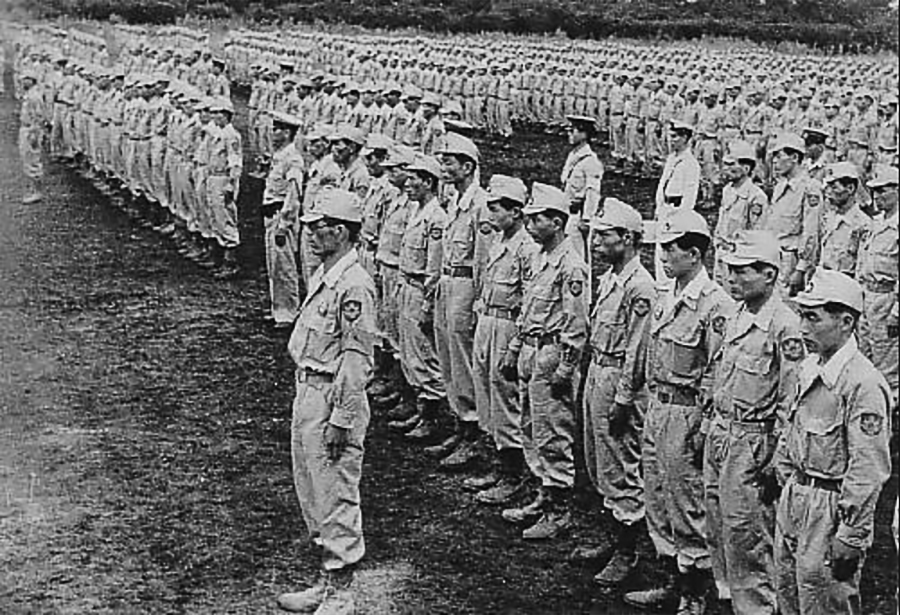
剛募集不久的警察預備隊隊員。

由於希望祕密進行重整軍備的作業，美軍考慮由盟軍最高司令部參謀二部（G2，情報部）或參謀三部（G3，作戰部）進行編組任務，情報部當時掌控了全日本的公安部門，部長查爾斯·威洛比少將認為新設的警察預備隊自然應由其指揮，但其受參謀三部部長和民政局局長考特尼·惠特尼准將等人的反對，最後由7月14日設置的「民事局分室」（CASA，Civil Affairs Section Annex）負責創設、培訓和指導的任務，室長為威廉·薛帕德（William Shepard），連同美軍顧問團也編進其領導之下。
由於戰後日本已廢除徵兵制，警察預備隊的隊員只能以向民間招募的形式，招募活動由參謀二部負責，提出以當時失業人口眾多的日本社會來說相當優渥的條件，隊員每個月工資為5000日元、包吃住，任滿兩年後可以給予6萬元退職金，這些待遇遠高於當時日本的平均工資。8月13日，警察預備隊開始募集，很快就有高達38萬人前來應徵，而到了10月12日，經過連選淘汰後，共募集74,158人，而第一批隊員於8月23日便送往日本各都道府縣的警察學校進行培訓，全員授銜為二等警查（陸上自衛隊創隊後稱2等陸士，相當於二等兵）。
人事方面，日本政府於8月14日任命剛卸任的香川縣知事增原惠吉和前勞動省次長江口見登留為警察預備隊的本部長和本部次長。幹部則由於招募條件不明確而極度缺乏，復員局的舊軍人還希望由前陸軍大佐服部卓四郎擔任警察預備隊的參謀長，該人與威洛比關係密切，後者便推薦服部給麥克阿瑟，而又經威洛比的委託，從原軍隊的將佐級軍官中挑400名人選作為新部隊的幹部，然而吉田堅決抵制服部一類的舊軍人，惠特尼也大力反對，麥克阿瑟只得否決，「公職追放」名單中的前軍人也一併排除，改由從公職人員中募集，一般公開招募800人，再由各官公署推薦200人，湊齊共1000名幹部。警察預備隊的最高負責人由宫内厅出身的林敬三擔任，於10月9日接替增原任警察預備隊中央本部長，12月29日，隨著警察預備隊的指揮部「中央本部」改名「總隊總監部」，其職位也由原本暫稱的中央本部長更為「總隊總監」。幹部中有大量同為內務省出身的官僚，在二戰期間一直與軍方有很深的矛盾（如天六事件），因此至今在林敬三掌握部隊實權後反過來打壓有前帝國陸軍背景之人士，後者因此憤而將這些內務省幹部稱作「內務軍閥」。
警察預備隊的功能為駐日美軍至朝鮮作戰後，維護日本本土的治安，因此只配有美軍二戰剩餘的輕型武器——M1卡賓槍。然而朝鮮局勢丕變，中國人民志願軍於11月25日入朝作戰，並在第二次戰役期間重創聯合國軍，使美國感到遠東形勢嚴峻，進而更加放寬了日本的武裝限制。1951年1月3日，韓國首都漢城（現首爾）被中國人民志願軍佔領的前一天，日本政府向美國提出了採購307輛M26戰車在內的760輛履帶式裝甲戰鬥車輛的請求，美軍參謀長聯席會議核准，但國務院表示反對，使警察預備隊的重武裝化不得不延遲。
然而警察預備隊走向進一步的解禁已是勢在必行，1月29日至2月7日，麥克阿瑟與吉田就日美媾和問題進行會談，答應由美國提供日本重整軍備的部份費用。另外，警察預備隊的人事背景限制也解除，至6月1日，前帝國陸軍士官學校第58期畢業生加入了警察預備隊，同時招收了245名幹部候補生入校學習，此後招募前陸軍人員的層次逐漸從尉級官擴大到佐級軍官。10月1日，405名前陸軍中佐級以下的軍官獲准加入，12月5日，又吸收了407名尉級軍官。1952年，日本政府解除了對前大佐級軍官的追溯，並在同年7月招收了10名前陸軍、1名前海軍大佐軍官。

### 訓練與裝備

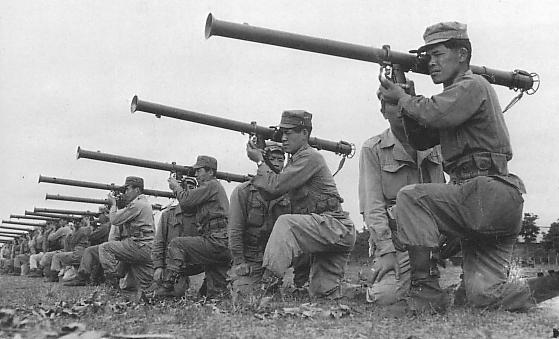
正在訓練操作「巴祖卡」火箭筒的預備隊隊員。

警察預備隊的訓練在美軍顧問的指導下進行，共六階段，訓練單位規模隨著階段而增大，也逐漸裝備重武器，如下：
- 第一階段（1950年8月23日—1951年1月14日：13週）：以單兵訓練為主，目的是培養維持治安的能力，美軍提供的武器為M1卡賓槍和480輛非裝甲車輛（主要是吉普車）。
- 第二階段（1951年1月15日—1951年5月19日：18週）：以連級戰術訓練為主，並提供M1919型7.62公釐機槍、M2型60公釐迫擊砲、M20型75公釐無後座力砲、16輛M15A1（英语：M15 Halftrack）和48輛M16半履帶式自走高射砲（英语：M16 Multiple Gun Motor Carriage）。
- 第三階段（1951年6月4日—1951年10月6日：18週）：以營級戰術訓練為主。1951年7月，美軍提供了2130輛各式非裝甲車輛、9月還供給了大量的M1911型11.43公釐手槍、M1918型7.62公釐自動步槍、450門M1型81公釐迫擊砲（英语：M1 mortar）。
- 第四階段（1951年10月8日—1952年1月19日：13週）：以駐日美軍基地進行專業技術訓練。
- 第五階段（1952年2月4日—1952年6月13日：19週）：以營級戰術訓練和專業技術訓練為主，期間美軍提供了443門89公釐無後座力砲（巴祖卡）。
- 第六階段（1952年6月23日—1952年9月30日：13週）：以團級戰術訓練為主。1952年8月時美軍提供警察預備隊40輛M24霞飛輕型戰車、154門M2型105公釐榴彈砲和15,000輛各式車輛。

由於戰爭形勢極為嚴峻，美軍對警察預備隊的訓練是相當倉促的，1950年9月10日時，駐北海道的美軍步兵第7師開赴朝鮮戰場，而預備隊已接獲命令要在其離日前訓練好一萬名駐北海道的隊員，而這些隊員都是新兵，美軍訓練員甚至不得不在輸送中的火車上直接教導槍枝的使用，進行射擊訓練等等。後來因為戰爭，美軍武器短缺，不得不讓警察預備隊裝備前陸軍的武器，主要是九九式步槍。

### 結構與編制

1951年的各管區隊（師級部隊）配置。

警察預備隊的指揮結構由1950年12月29日發布的第52號總理府命令所規定，類似於美國陸軍部和日本國家地方警察本部的混合形式。初期，警察預備隊最高機關為「預備隊總部」，首長為「總隊總監」，聽從首相的指揮，而美軍「民事局」進行監督指導。「預備隊總部」下設有「部隊中央本部」、官房、警務局、人事局、裝備局、經理局和醫護局，「部隊中央本部」首長為「本部長」，其下所屬各部隊。
第52號總理府命令發布後，警察預備隊改編，「預備隊總部」下設「總隊司令部」（指揮官稱總隊司令），下再設置「管區隊」、管理補給隊和直轄部隊，管區隊下即包括「管區司令部」（師部）、普通科联队（步兵團）、特科联队（砲兵團）、衛生大隊（軍醫營）、設施大隊（工兵營）等等。每個管區部隊兵力為13000名，與師團相當，下轄3個普通科联队（每個联队由3個大隊組成）、1個到2個特科联队（由4個大隊組成）。
- 第1管區隊（駐東京都越中島）警備區域：南東北、關東、甲信越、東海地方
  - 第1联队（本部：神奈川縣久里濱（日语：久里浜駐屯地）、第3大隊為愛知縣豐川（日语：豊川駐屯地））
  - 第2联队（本部：長野縣松本（日语：松本駐屯地））
  - 第3联队（本部：新潟縣高田（日语：高田駐屯地）、第3大隊為金澤）
  - 第61联队（本部：愛知縣豊川）
- 第2管區隊（駐北海道真駒内駐屯地（日语：真駒内駐屯地））警備區域：北海道、北東北地方。
  - 第4联队（本部：北海道帶廣（日语：帯広駐屯地）、第3大隊為遠輕（日语：遠軽駐屯地））
  - 第5联队（本部：石川縣金澤（日语：金沢駐屯地）、第3大隊為函館（日语：函館駐屯地））
  - 第6联队（本部：栃木縣宇都宮（日语：宇都宮駐屯地）、第3大隊為船岡（日语：船岡駐屯地））
  - 第62联队（本部：北海道美幌（日语：美幌駐屯地）、第1大隊為帯廣、第5大隊為惠庭）
- 第3管區隊（駐京都府宇治駐屯地（日语：宇治駐屯地），後調至伊丹駐屯地（日语：伊丹駐屯地））警備區域：北陸、近畿、中国（除了山口縣）、四国。
  - 第7联队（本部：岡山縣水島（日语：水島）、第2大隊為福山（日语：福山駐屯地）、第3大隊為舞鶴（日语：舞鶴基地））
  - 第8联队（本部：廣島縣吳市廣、第2大隊為海田市（日语：海田市駐屯地）、第3大隊為米子（日语：米子駐屯地））
  - 第9联队（本部：香川縣善通寺（日语：善通寺駐屯地）、第3大隊為松山（日语：松山駐屯地））
  - 第63联队（本部：兵庫縣姫路（日语：姫路駐屯地））
- 第4管區隊（駐福岡縣福岡駐屯地（日语：福岡駐屯地））警備區域：山口縣、九州地方。
  - 第10联队（本部：福岡縣福岡（日语：福岡駐屯地）、第3大隊為針尾）
  - 第11联队（本部：山口縣小月（日语：小月航空基地）、第2大隊為北九州市曾根、第3大隊為大分縣中津）
  - 第12联队（本部：鹿兒島縣鹿屋（日语：鹿屋航空基地）、第3大隊為熊本）
  - 第64联队（本部：長崎縣針尾（日语：針尾駐屯地））

### 违宪诉讼
1952年3月，鈴木茂三郎代表日本社会党，以警察预备队违反日本国宪法第九条为由，向最高裁判所提起警察预备队违宪诉讼，请求确认自1951年4月1日起，所有与设置及维持警察预备队有关的国家行为均属无效行为。10月8日，最高裁判所大法庭以法院的违宪审查权不具抽象性为由，全员一致裁定不予受理，未就警察预备队是否违宪作出判断。

### 任務與轉型「保安隊」
警察預備隊編成後主要用於維持國內的治安，成立初期有不少人以為會跟著美軍一起派赴朝鮮戰場，但除了極少數日軍武裝參與戰爭，大多都駐於本土維持秩序，如為1952年勞動節的「染血五一事件」、「530事件」、6月25日朝鮮戰爭紀念日等等活動提供進行警備。
1952年4月28日，同盟國對日和平條約（舊金山和約）生效，日本將恢復國家主權，原警察預備隊的存在命令將在180天內失效，因此日本政府於1952年7月10日向國會提出《保安廳法》，要求設置保安廳，後於7月31日批准。8月1日，保安廳成立，將警察預備隊和海上警備隊納入管理。10月15日，警察預備隊改名為「保安隊」。

## 階級

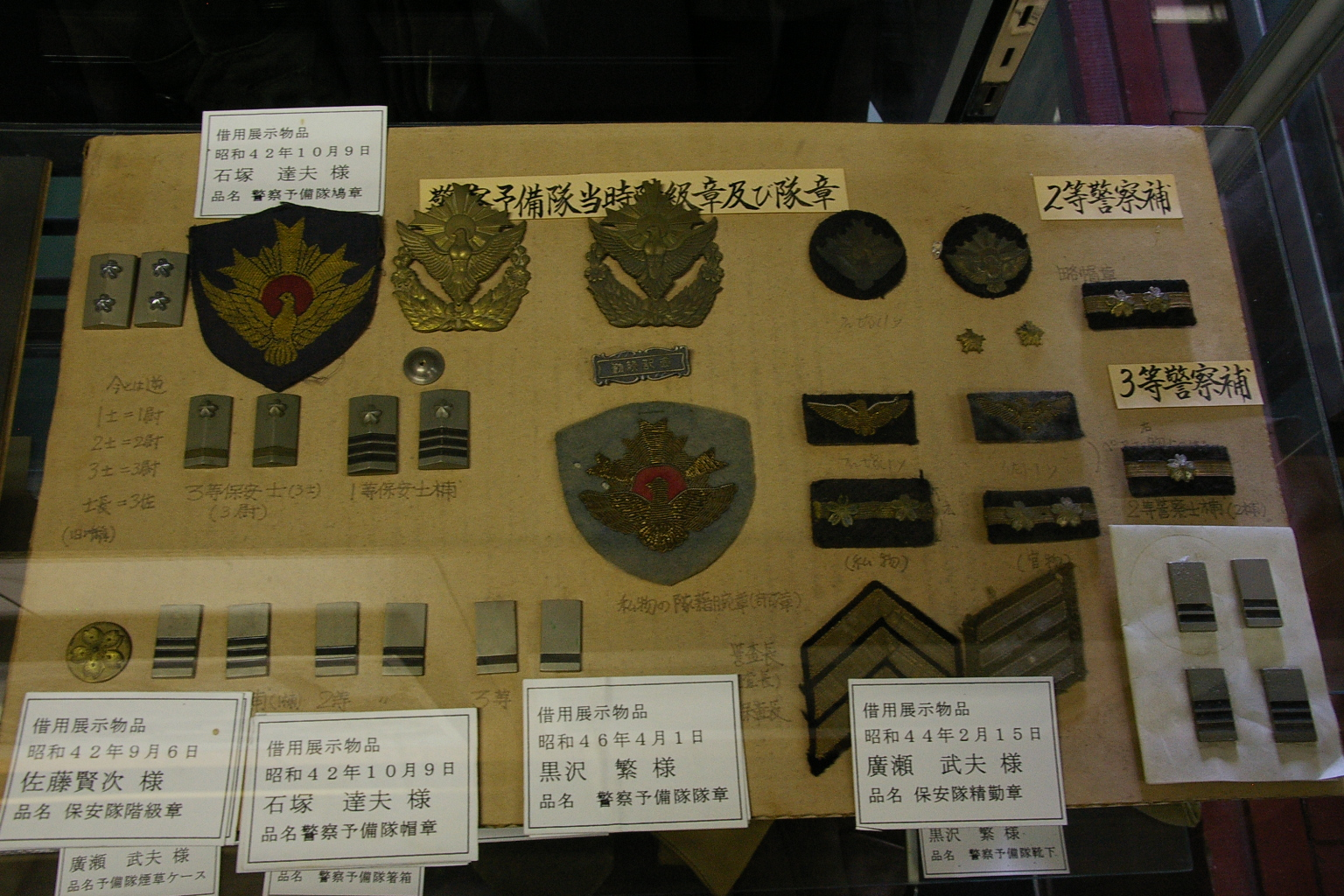
警察預備隊與之後的保安隊使用的階級章。警察預備隊的徽章由代表警察的旭日章 (警徽)以及和平象徵的鴿所組成。

| 分類             | 分類             | 階級名             | 相應階級             | 相應階級   | 相應階級 |
| 分類             | 分類             | 階級名             | 保安隊               | 陸上自衛隊 | 他國陸軍 |
| ---------------- | ---------------- | ------------------ | -------------------- | ---------- | -------- |
| 軍官             | 將官             | 警察監（総隊総監） | 保安監（第一幕僚長） | 陸将       | 中將     |
| 軍官             | 將官             | 警察監             | 保安監               | 陸将       | 中將     |
| 軍官             | 將官             | 警察監補           | 保安監補             | 陸将補     | 少將     |
| 軍官             | 校官（警察正）   | 1等警察正          | 1等保安正            | 1等陸佐    | 上校     |
| 軍官             | 校官（警察正）   | 2等警察正          | 2等保安正            | 2等陸佐    | 中校     |
| 軍官             | 校官（警察正）   | 警察士長           | 3等保安正            | 3等陸佐    | 少校     |
| 軍官             | 尉官（警察士）   | 1等警察士          | 1等保安士            | 1等陸尉    | 上尉     |
| 軍官             | 尉官（警察士）   | 2等警察士          | 2等保安士            | 2等陸尉    | 中尉     |
| 軍官             | 尉官（警察士）   | -                  | 3等保安士            | 3等陸尉    | 少尉     |
| 士官（警察士補） | 士官（警察士補） | 1等警察士補        | 1等保安士補          | 1等陸曹    | 上士     |
| 士官（警察士補） | 士官（警察士補） | 2等警察士補        | 2等保安士補          | 2等陸曹    | 中士     |
| 士官（警察士補） | 士官（警察士補） | 3等警察士補        | 3等保安士補          | 3等陸曹    | 下士     |
| 士兵（警査）     | 士兵（警査）     | 警査長             | 保査長               | 陸士長     | 上等兵   |
| 士兵（警査）     | 士兵（警査）     | 1等警査            | 1等保査              | 1等陸士    | 一等兵   |
| 士兵（警査）     | 士兵（警査）     | 2等警査            | 2等保査              | 2等陸士    | 二等兵   |